# 蒂拉貝里

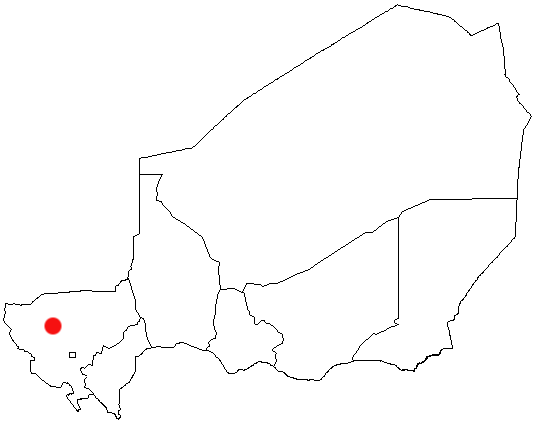
蒂拉貝里於尼日位置圖

蒂拉貝里（Tillabéri）是西非國家尼日尔西南部的城鎮，也是蒂拉貝里大區的首府，位於首都尼阿美西北120公里的尼日尔河畔，是重要的市集和行政中心，2001年人口超過16,000。

## 友好城市
- 法國 奥尔日河畔瑞维西

14°13′N 1°27′E / 14.217°N 1.450°E